# جورج بورن (بازیکن فوتبال)
جورج بورن (انگلیسی: George Bourne؛ 5 March 1932 – ۷ اکتبر ۲۰۰۴) بازیکن فوتبال اهل بریتانیا بود.
از باشگاه‌هایی که در آن بازی کرده‌است می‌توان به باشگاه فوتبال استوک سیتی اشاره کرد.